# Уполномоченные банки
Уполномоченные банки — в системе неполной (регулируемой) конкуренции на финансовых рынках — банки и банковские учреждения, которым центральный банк или иной орган, наделённый соответствующими полномочиями, выдаёт разрешение на проведение определённого набора банковских операций. Выдача такого разрешения может оформляться в виде лицензии, а также правительственного или иного постановления, в котором содержится список банков, которым предоставлены те или иные полномочия.

## История понятия
В либеральных системах неограниченной конкуренции понятия «уполномоченные банки» нет. В средние века и на заре капитализма взаимная конкуренция частных банков одной страны друг с другом на внутреннем рынке, а также с зарубежными банками теоретически могла ограничиваться только в рамках тех или иных протекционистских мер. Однако даже «Континентальная блокада» Англии Наполеоном в 1806—1814 году, распространяясь на товары, транспорт и склады, не затрагивала систему международных расчётов.
Институциональной основой, система которой создаёт предпосылки возникновения категории уполномоченного банка, является двухуровневая банковская система. Её верхний уровень представлен центральным (эмиссионным) банком, который от имени государства выполняет функции «законодателя» и регулятора, в том числе — путём выдачи коммерческим и иным банкам и финансовым организациям, действующим на втором, нижнем уровне, лицензии на выполнение операций, которые по закону отнесены к банковским (и соответственно прерогатива лицензирования которых принадлежит только банку верхнего уровня).
Объектом такого лицензирования являются абсолютно все банковские операции. Потому один только факт получения лицензии ещё не даёт основания считать получивший её банк «уполномоченным банком». В связи с этим банковское законодательство, как правило, различает «генеральную лицензию» (содержащую примитивный набор операций) и частные лицензии, на отдельные виды операций. Получатели последних, являясь по отношению к другим банкам монополистами на проведение особо лицензируемых операций (например, валютных), могут называться «уполномоченными банками».

## Уполномоченные банки в Германии
Составной частью экономической политики, проводившейся с 1933 года в Германии президентом Рейхсбанка Яльмаром Шахтом, было регулирование платёжного баланса страны в разрезе групп внешнеторговых партнёров. Для расчётов с Соединёнными штатами, часть банков которых имела в Германии финансовые интересы, а также обслуживания мировой торговли крупнейших германских концернов (в том числе IG Farben), Шахт назначил ряд уполномоченных банков, которым было предоставлено монопольное право на ведение расчётов с США. Эти банки (в частности, J.P. Morgan) вели частные и корпоративные долларовые счета немцев и германских компаний. Американским фирмам — экспортёрам в Германию при этом выдавались бумаги (англ. scrips), представлявшие разрешение на встречную закупку в Германии товаров на означенную сумму. Из этих же сумм американцам, путешествовавшим по фашистской Германии, выдавались дорожные чеки.

## Уполномоченные банки в СССР
Несмотря на то, что в советской финансово-кредитной лексике понятия «уполномоченный банк» не использовалось, фактически такая категория, применительно к операциям с иностранной валютой, существовала. В СССР никогда не было монополии только одного банка: наряду с Госбанком СССР как аналогом центральных/эмиссионных банков за рубежом, на разных периодах истории существовало один или несколько банков, специализированных по отраслям народного хозяйства (например, Стройбанк), отдельный банк для внешней торговли (Внешторгбанк СССР) и система зарубежных банков с участием советского капитала (так называемые совзагранбанки). Последние два типа банковских учреждений и являлись аналогами современных уполномоченных банков в том плане, что только они могли вести счета и проводить операции в иностранных валютах. В 1950-е годы к ним также добавились советские банки, обслуживавшие международные связи по линии СЭВ.

## Уполномоченные банки в России
В первую очередь, под «уполномоченным банком» понимается банк имеющий статус агента валютного контроля и наделенного государством специфическими полномочиями.
Финансово-правовой статус банка (как участника публичных отношений, складывающихся в сфере финансовой деятельности) объясняется тем обстоятельством, что банк обладает рядом полномочий, которые характерны для выполнения отдельными органами государственной власти, например, следит за соблюдением действующего законодательства в предусмотренных законами сферах.
Уполномоченные банки могут быть отнесены к «условно властным участникам» правоотношений в сфере финансового контроля.
В банковском законодательстве России понятие уполномоченного банка часто используется в смысле банка, получившего соответствующую лицензию на проведение валютных операций.
Во вторую очередь, понятие «уполномоченного банка» стало использоваться иными органами власти в субъектах Российской Федерации, где правительства назначают тот или иной банк в качестве уполномоченного банка по ведению счетов своих бюджетов а также при реализации госзакупок и гособоронзаказа.